# Записки для чтения
«Запи́ски для чте́ния» — в Российской империи ежемесячный журнал, научно-литературное приложение к «Биржевым ведомостям». Издавался К. В. Трубниковым в Санкт-Петербурге с 1866 по 1869 годы, наполняясь преимущественно переводными статьями. Кроме Трубникова журнал редактировали П. С. Усов и М. Вильде.
Издание возникло как «Учёно-литературные прибавления к „Биржевым ведомостям“» — девять ежемесячных приложений, вышедших из печати в период с апреля до конца 1866 года. Все последующие выпуски — начиная с 1867 года — издавались как «Записки для чтения».
С журналом сотрудничали Г. Вамбери, А. Евреинов, П. Кропоткин, Д. Смышляев, А. Шипов и др. В журнале печаталась и беллетристика, но основное место занимали статьи по экономике страны, истории техники, этнографии и естествознанию, а также хроника науки и промышленности.

## Цифровые копии журнала
- 1867:1-3 (янв-мар) Hathitrust California = Google Books
- 1867:4-6 (апр-июнь) Hathitrust California = Google Books
- 1867:7-9 (июль-сент) Hathitrust California = Google Books
- 1867:10-12 (окт-дек) Hathitrust California = Google Books
- 1868:1-4
- 1868:5-8 (май-авг) Hathitrust California = Google Books
- 1868:9-12 (сент-дек) Hathitrust California = Google Books